# Varusturm
Der Varusturm ist ein 21 m hoher, als Stahlbetonkonstruktion errichteter Aussichtsturm auf dem Lammersbrink an der südlichen Ortsgrenze von Georgsmarienhütte in Niedersachsen.
Gebaut wurde der Aussichtsturm im Jahr 1975 von der damaligen Bauunternehmung Carl Möller im Auftrag der Stadt Georgsmarienhütte.
Der neue Turm ersetzte damit den an derselben Stelle bereits 1892 vom damaligen Georgsmarien-Verein AG errichteten Aussichtsturm, der jedoch bereits im August 1935 wegen Baufälligkeit wieder gesprengt werden musste.
Benannt wurde der Varusturm nach dem römischen Heerführer Varus, der im Jahre 9 nach Chr. in der Schlacht am Teutoburger Wald seine Truppen im Bereich des Teutoburger Waldes gegen die des germanischen Feldherrn Arminius (Hermann) in eine vernichtende Niederlage führte.
Auf dem südöstlich benachbarten Dörenberg steht der zum Varusturm baugleiche Hermannsturm. Beide Aussichtstürme sind durch einen Wanderweg, den Kammweg, verbunden. Der Kammweg ist Teil des etwa 100 km langen Ahornweges.

## Sperrung
Nach einer Routinekontrolle am 4. Oktober 2016 wurde der Turm, genau wie sein baugleicher Zwilling als baufällig eingestuft und war bis Oktober 2021 gesperrt.